# Roman Sikorski
 (juillet 2023).
Si vous disposez d'ouvrages ou d'articles de référence ou si vous connaissez des sites web de qualité traitant du thème abordé ici, merci de compléter l'article en donnant les références utiles à sa vérifiabilité et en les liant à la section « Notes et références ».
Roman Sikorski, né le 11 juillet 1920 et mort le 12 septembre 1983, est un mathématicien polonais.

## Biographie
Sikorski est professeur à l'Université de Varsovie de 1952 à 1982. À partir de 1962, il est par ailleurs membre de l'Académie polonaise des sciences.
Sikorski porte de l'interêt, dans ses recherches, principalement aux sujets suivants :
les algèbres de Boole, la logique mathématique, l'analyse fonctionnelle, la distribution, la théorie de la mesure, topologie générale et la théorie descriptive des ensembles.

## Travaux
- Algèbres booléennes (1960)
- Funkcje rzeczywiste (t. 1 – 2 1958 – 59)
- Les mathématiques de la métamathématique (1963, coécrit avec Helena Rasiowa)
- Rachunek rózniczkowy i całkowy — funkcje wielu zmiennych (1967)